# San Pietro e Paolo (Lumio)

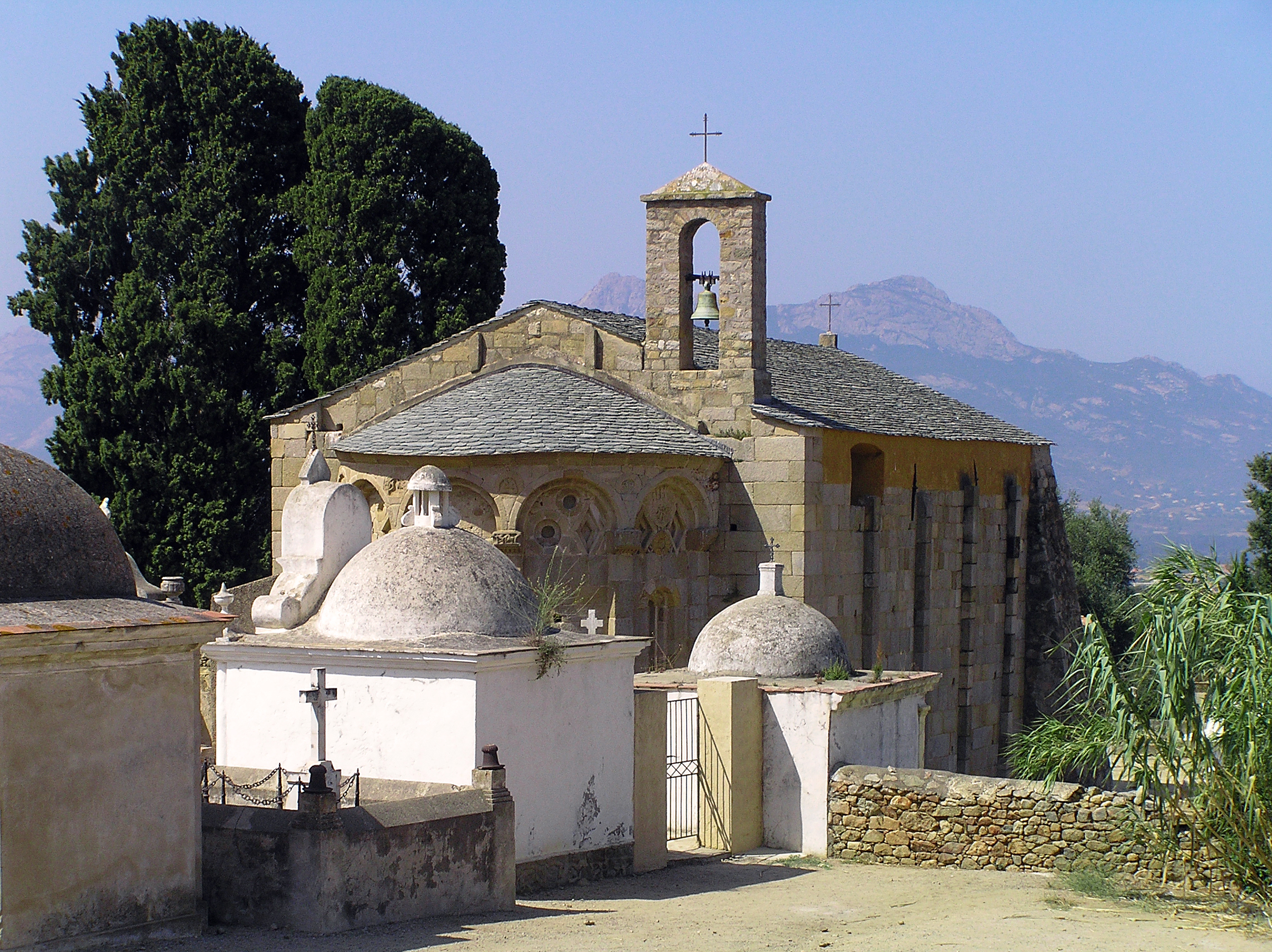
Apsis an der Ostseite

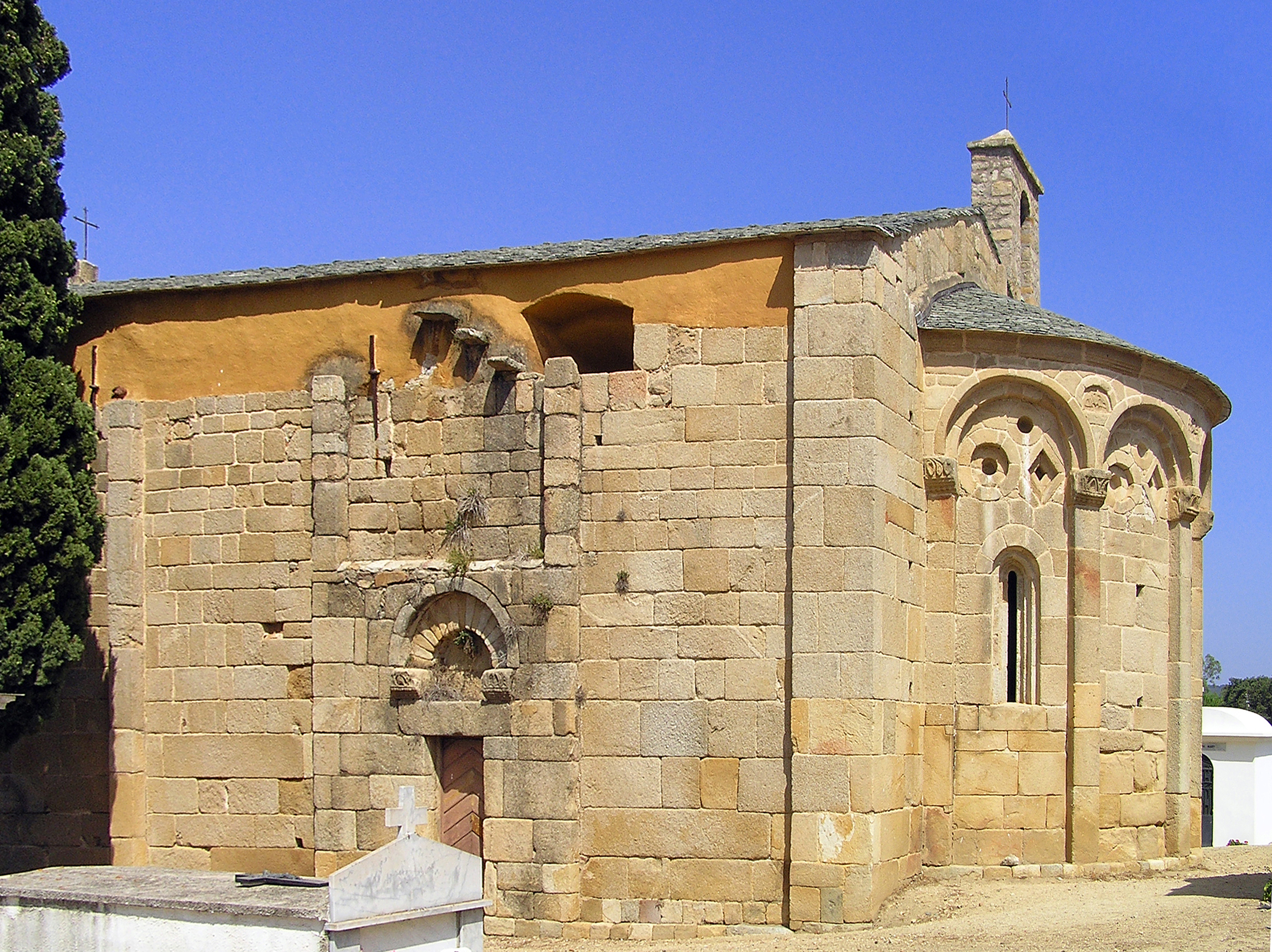
Südseite

Die romanisch-pisanische Kirche San Pietro e Paolo befindet sich abseits der Ortschaft, auf dem alten Friedhof von Lumio im Nordwesten der Insel Korsika. Der ungegliederte einschiffige Bau aus der zweiten Hälfte des 11. Jahrhunderts besteht aus dem Schiff und einer breiten Apsis.
Die Kirche hat ein monochromes, sorgfältig behauenes Mauerwerk aus rosafarbenem Granit. Eine halbrunde Apsis mit Halbkuppelgewölbe schließt das Schiff nach Osten ab. Durch die Entfernung des Dachstuhls und den Einbau eines Tonnengewölbes mit Stichkappen; wurde der Einbau zusätzlicher Pfeiler erforderlich. Bei dieser Gelegenheit wurde ein auch kleines Türbogenfeld mit Blumenmotiven und Geflechtsornamentik eingebaut.
Die Seitenwände werden durch Pilaster gegliedert. An der Südseite ein Eingang mit monolithischem Türsturz. Palmblattverzierungen an den Gesimsen und Friesen lassen antiken Einfluss erkennen. Auf eine einstige Vorhalle weist möglicherweise ein rahmenartiger Vorsprung hin. Ihn krönen zwei Löwen mit Lockenmähne, Reißzähnen und heraushängender Zunge die nachträglich in die Fassade eingesetzt wurden.
An der Wand über der Apsis ist ein spanisches Glockentürmchen angebaut worden. Ihre Außenseite wird durch sechs rechteckige Pilaster und fünf Blendarkaden aufgeteilt. Die Arkaden mit zweifachem Vorsprung stützen sich über kleine skulptierte Konsolen auf die Pilaster, deren Reliefs stark verwittert sind. Unter dem Kranzgesims mit schlichtem Simswerk befinden sich in den Zwickeln kleine Tierköpfe. In den Bogenfeldern der Arkaden ist das Mauerwerk durch Kreise und Rauten aufgelockert.